# Gerard Czaja
Gerard Czaja (ur. 3 lutego 1940 w Gdyni, zm. 16 września 2021 w Gdańsku) – polski polityk, działacz spółdzielczy, senator V kadencji.

## Życiorys
Syn Wojciecha i Anny. Pracował jako technolog w warsztatach Zasadniczej Szkoły Zawodowej w Bytowie, następnie w Spółdzielni Inwalidów „Metal” w Bytowie, w której doszedł do stanowiska prezesa zarządu. W 1979 ukończył studia na Wydziale Prawa i Administracji Uniwersytetu Gdańskiego. Działa w ruchu spółdzielczym, należał do założycieli Bytowskiej Spółdzielni Mieszkaniowej (zasiadał w jej zarządzie) oraz Krajowego Związku Rewizyjnego Spółdzielni Inwalidów i Spółdzielni Niewidomych (członek rady nadzorczej). Był członkiem zgromadzenia ogólnego Krajowej Rady Spółdzielczej, inicjatorem utworzenia Stowarzyszenia „Losy małych ojczyzn” w Gdańsku oraz współzałożycielem Stowarzyszenia „Razem”, działającego na rzecz niepełnosprawnych. Należał do Zrzeszenia Kaszubsko-Pomorskiego.
W latach 1984–1988 był przewodniczącym miejskiej rady narodowej Bytowa, a w latach 1998–2001 radnym Sejmiku Województwa Pomorskiego i członkiem rady Pomorskiej Regionalnej Kasy Chorych. Od 1965 należał do Polskiej Zjednoczonej Partii Robotniczej, potem działał w Sojuszu Lewicy Demokratycznej. Z ramienia SLD w latach 2001–2005 sprawował mandat senatora wybranego w okręgu gdyńskim.
W 2005 i 2007 bez powodzenia kandydował ponownie do Senatu.
Był żonaty, miał syna Grzegorza. Został pochowany na cmentarzu komunalnym w Bytowie.